# Zgornji Otok
Zgornji Otok je naselje u slovenskoj Općini Radovljici. Zgornji Otok se nalazi u pokrajini Gorenjskoj i statističkoj regiji Gorenjskoj. 

## Stanovništvo
Prema popisu stanovništva iz 2002. godine naselje je imalo 55 stanovnika.